# Notoespécie
Notoespécie é um termo botânico para indicar que esta planta é um híbrido, ou seja, o resultado do cruzamento de duas outras espécies, por exemplo, a Cattleya × brymeriana, é uma notoespécies, resultado do cruzamento de duas espécies naturais: Cattleya violacea × Cattleya wallisii.
O prefixo noto é também utilizado para gêneros híbridos, notogêneros, ou seja resultado do cruzamento de espécies de dois diferentes gêneros.